# Chuông gió

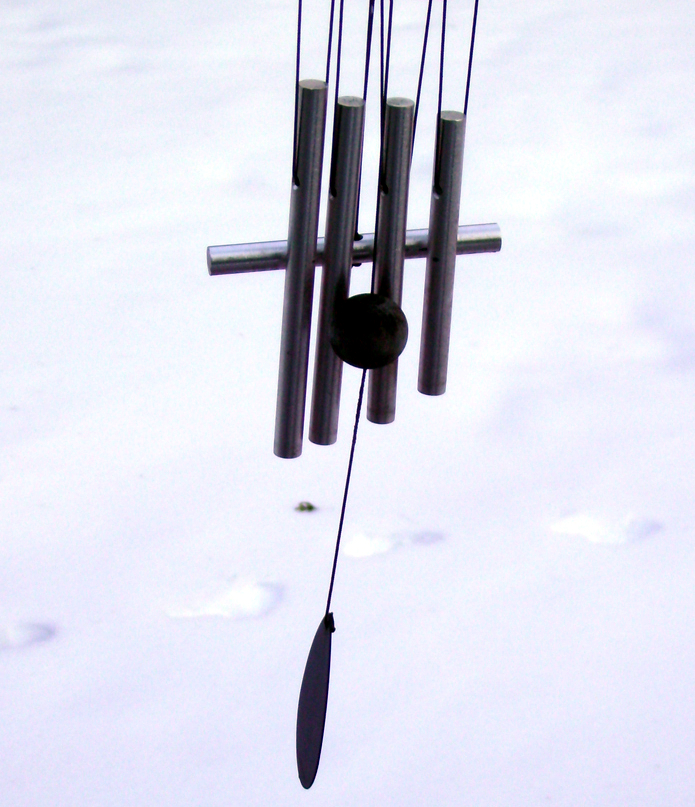
Một cái chuông gió bằng kim loại

Chuông gió là một vật trang trí phát ra tiếng kêu khi những ống trụ tròn hay chuông treo trên giá của nó va vào nhau. Chuông gió có thể làm bằng gỗ hay kim loại tùy kiểu dáng.

## Hình ảnh

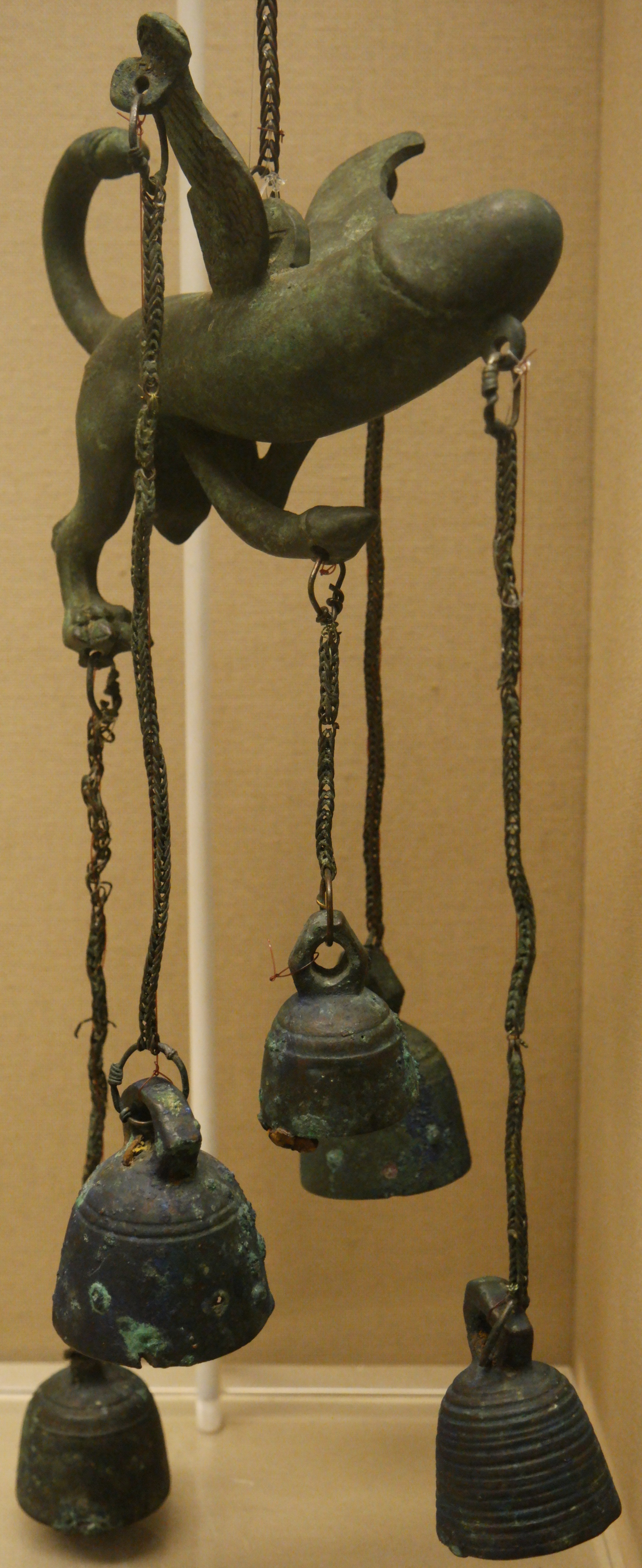
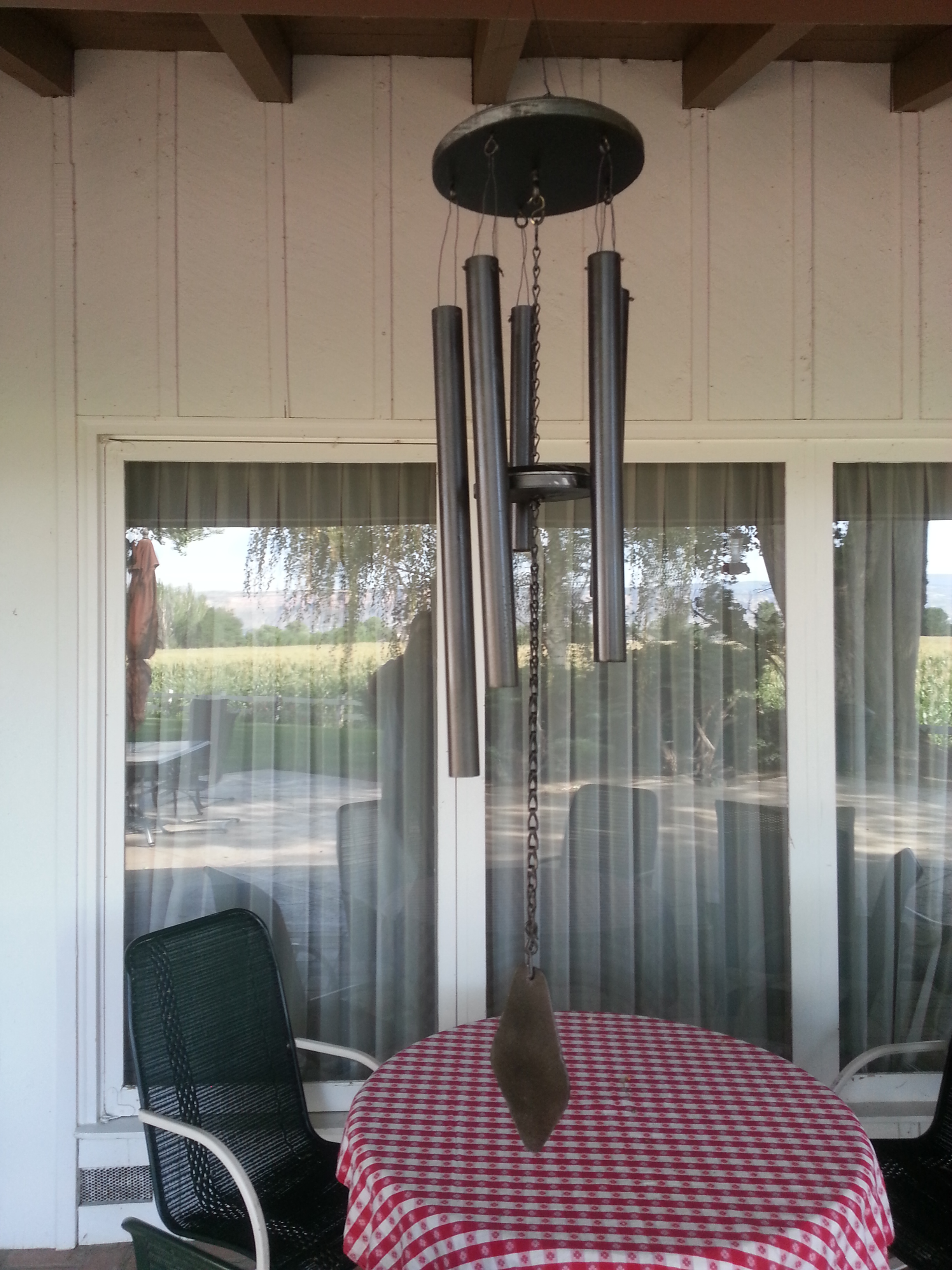
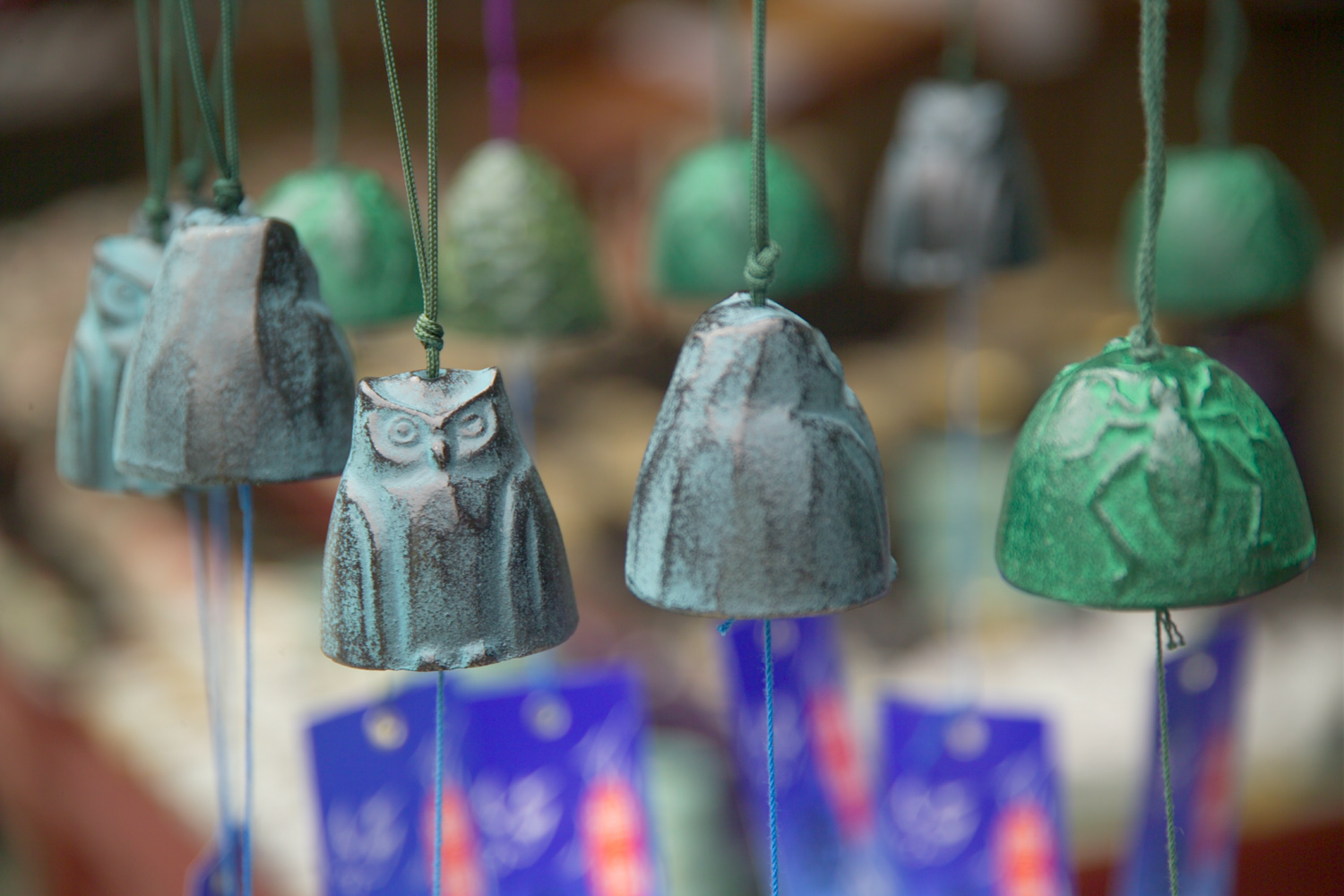
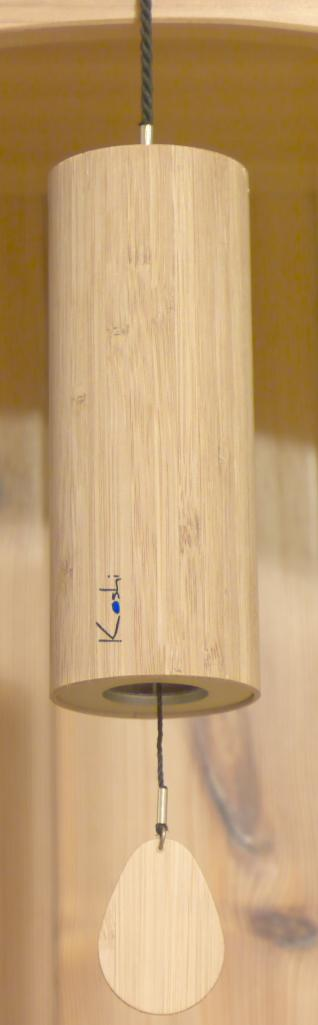
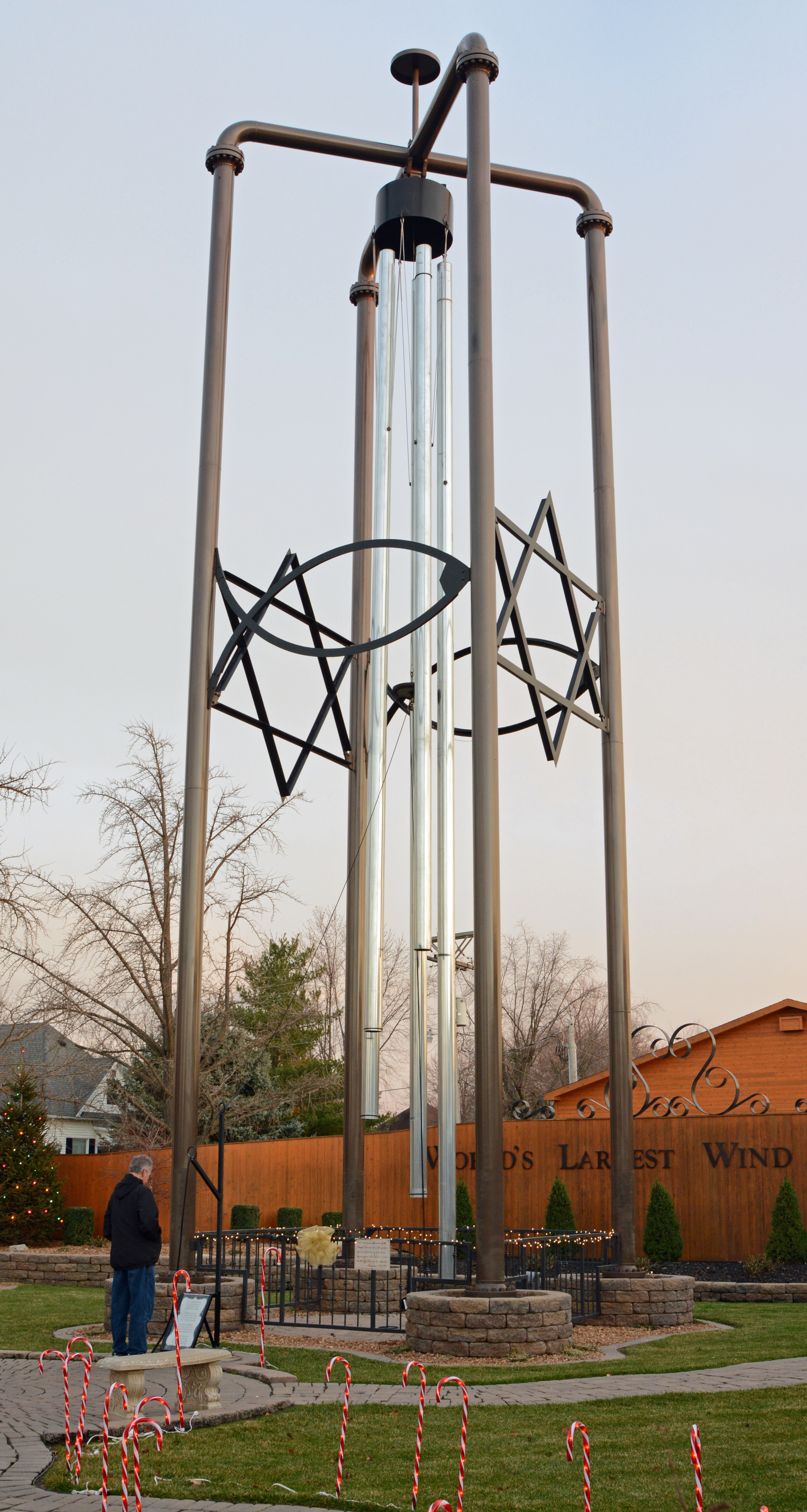
Chiếc chuông gió lớn nhất thế giới (cao gần 15 m) tại Casey, Illinois